# Edward Abramowski
Edward Józef Abramowski, född 17 augusti 1868, död 21 juni 1918, var en polsk filosof, socialist, anarkist och kooperativanhängare.